# Ilona Hlaváčková
Ilona Hlaváčková (República Checa, 15 de marzo de 1977) es una nadadora checa retirada especializada en pruebas de estilo espalda corta distancia, donde consiguió ser subcampeona mundial en 2003 en los 50 metros estilo espalda.

## Carrera deportiva
En el Campeonato Mundial de Natación de 2003 celebrado en Barcelona ganó la medalla de plata en los 50 metros estilo espalda, con un tiempo de 28.50 segundos, tras la española Nina Zhivanevskaya (oro con 28.48 segundos) y por delante de la japonesa Noriko Inada (bronce con 28.62 segundos).